# グレンコア
グレンコア・ピーエルシー（英: Glencore plc）は、スイス・バールに本社を置く鉱山開発及び商品取引を行う多国籍企業である。登記上の本社は、タックス・ヘイヴンとして知られるイギリス王室属領のジャージーに存在する。グレンコア社はスイスの著名な相場師であるマーク・リッチによって、1974年にMarc Rich & Co AGとして設立された。

## 概要
同社は世界最大の商品取引商社であり、亜鉛の世界シェアは60パーセント、銅は50パーセントに上る。また、同社は金属や石油、石炭、天然ガスなどの鉱物に加え、麦やトウモロコシ、砂糖、食用油等の農作物の生産から取引までを行う。また、同社は売上高で食品最大手のネスレを凌ぐスイス最大の企業でもあり、同国二位の金融機関であるクレディ・スイスとの関係も深く、石油デリバティブの開発・取引で提携している。
かつては穀物メジャーのカーギルと並ぶ世界最大級の非公開企業であったが、2011年5月24日にロンドン証券取引所に上場し、時価総額が585億ドル（約4兆8千億円）と上場銘柄の中でも20位以内に入るため、即時FTSE100種総合株価指数の銘柄に採用された。次いで、5月25日には香港証券取引所に上場した。時価総額は、上場する商社としては三菱商事を上回り世界最大である。2012年3月、カナダの穀物流通大手バイテラを61億カナダドル（約5,100億円）で買収することで合意。世界でも有数の穀物産地であるカナダとオーストラリアで事業基盤を築く。
2013年5月2日に同社と、同社の関連会社で資源メジャーであるエクストラータ社の待望の合併が完了したと発表された。これにより、同社はグレンコア・エクストラータへ社名を変更し、鉱業で世界4位、商品取引で世界首位の企業が誕生した。なお、中国商務省は同年4月、1年2カ月に及ぶ審査の末、グレンコアが52億ドル相当のラスバンバス銅鉱山プロジェクト（ペルー）を売却することを条件に合併を承認している。グレンコア・エクストラータの株式は3日からロンドン証券取引所、香港証券取引所で取引が開始された。
2014年5月20日、グレンコア・エクストラータは社名を再び「グレンコア」に改称した。
2016年12月、政府系ファンドのカタール投資庁と共同で、ロシア最大の国営石油会社ロスネフチの株式19.5％を102億ユーロ（約１兆2400億円）で取得すると発表した。
2018年1月31日、香港市場での株主の持ち株比率が低かったことなどから、香港証券取引所での上場廃止を廃止した。